# Pedro Amat
Pedro Amat Fontanals (* 13. Juli 1940 in Terrassa) ist ein ehemaliger spanischer Hockeyspieler. Er gewann 1960 mit der spanischen Nationalmannschaft die olympische Bronzemedaille.

## Karriere
Die spanische Mannschaft gewann ihre Vorrundengruppe bei den Olympischen Spielen 1960 in Rom mit zwei Siegen und einem Unentschieden gegen die Briten. Nach einem Sieg im Viertelfinale gegen die Neuseeländer und einer Halbfinalniederlage gegen Mannschaft Pakistans trafen die Spanier im Spiel um den dritten Platz erneut auf die Briten und gewannen mit 2:1.
Vier Jahre später bei den Olympischen Spielen 1964 in Tokio erreichten die Spanier in der Vorrunde den zweiten Platz hinter der indischen Mannschaft. Wie vier Jahre zuvor unterlagen die Spanier im Halbfinale der Mannschaft Pakistans. Im Spiel um den dritten Platz verloren sie gegen die Australier mit 2:3.
1968 bei den Olympischen Spielen in Mexiko-Stadt belegten die Spanier in der Vorrunde den vierten Platz in ihrer Gruppe. Im Platzierungsspiel um den fünften Platz unterlagen die Spanier der niederländischen Mannschaft mit 0:1 nach Verlängerung.
Pedro Amat spielte in der spanischen Liga für den Club Egara aus Terrassa. Für diesen Verein spielten auch seine Brüder Jaime Amat, Francisco Amat und Juan Amat, die alle ebenfalls an Olympischen Spielen teilnahmen.